# Lutnista
Lutnista (Grający na lutni) – pierwszy z serii trzech obrazów włoskiego malarza Caravaggia, przedstawiający postać muzyka grającego na lutni.
Caravaggio trzykrotnie podejmował temat lutnisty. Pierwszy raz namalował płótno podczas pobytu w Rzymie w 1595 roku, kiedy to pracował dla prywatnych zleceniodawców. Obraz został zakupiony przez włoskiego mecenasa sztuki markiza Vincenza Giustinianiego. Tematyka koncertów muzycznych była bardzo popularna wśród weneckich malarzy, a ich obrazy były chętnie kupowane przez zamożnych i znawców sztuki. Nie inaczej było w przypadku Caravaggia i Giustinianiego. Ten ostatni w 1628 roku opublikował traktat o rzymskim środowisku muzycznym pt. Discorso sopra la Musica. Inny mecenas malarza, kardynał Del Monte, m.in. organizował w swoim pałacu koncerty muzyczne z udziałem największych ówczesnych muzyków. Jeden z nich, Pedro Montoya, kastrat z chóru kaplicy Sykstyńskiej, mógł być modelem dla przedstawionej postaci lutnisty. Według biografa Caravaggia, Petera Robba, modelem był towarzysz malarza Mario Minniti, który pozował również do innych obrazów, m.in. Grającego w karty czy Wróżenie z ręki.

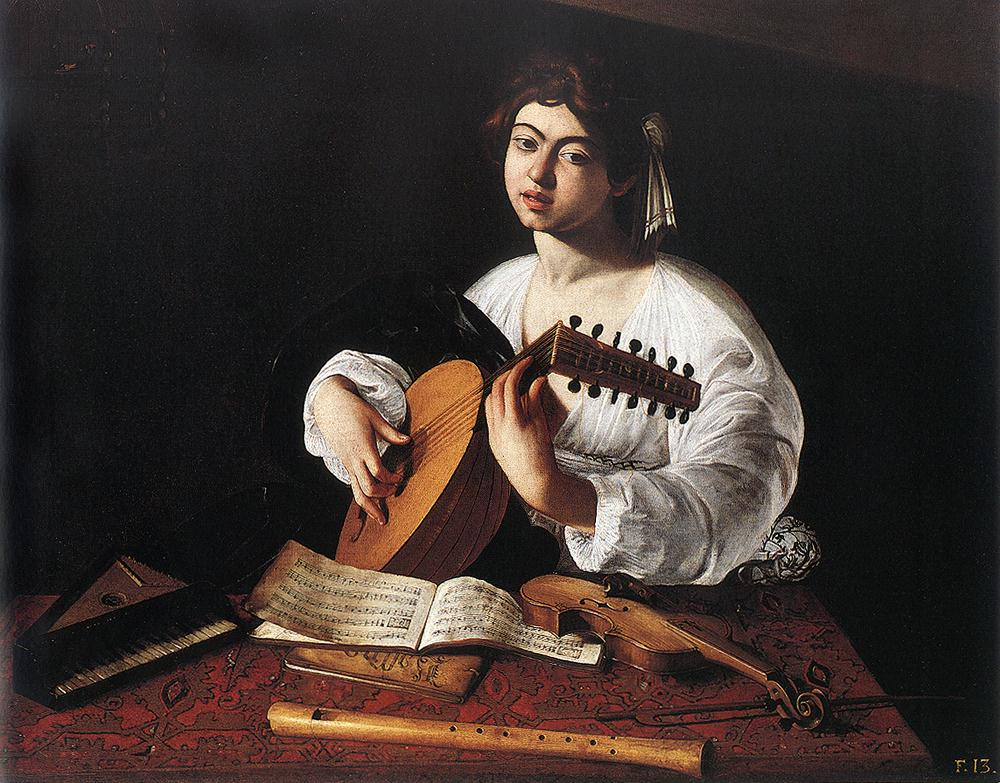
Lutnista – wersja obrazu z 1596 roku z Wildenstein Collection (obecnie znajdująca się w Metropolitan Museum of Art)

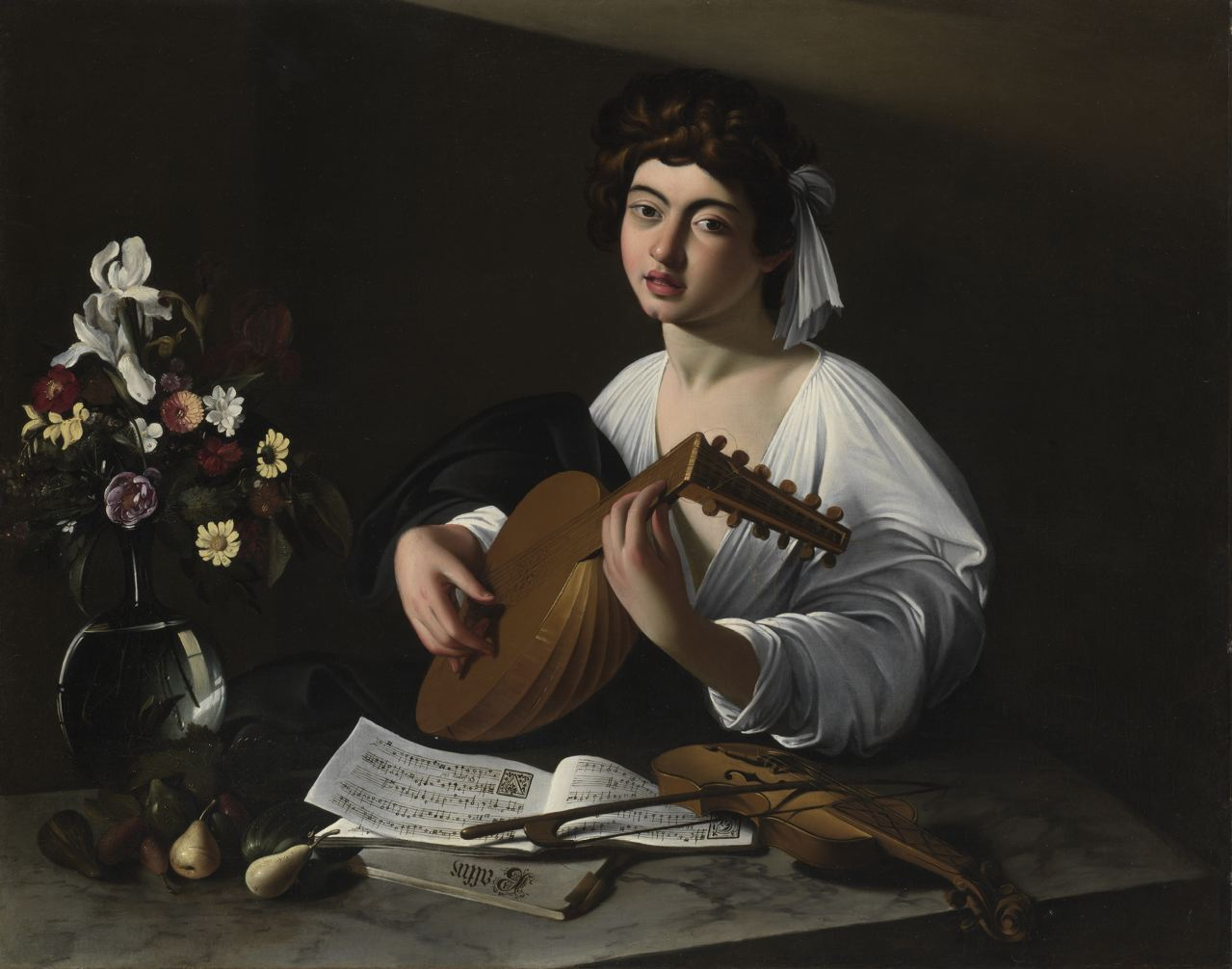
Lutnista – wersja obrazu z 1596 roku, znajdująca się w Ex-Badminton House, Gloucestershire (96 × 121 cm)

Wszystkie trzy wersje Lutnisty przedstawiają młodego chłopca grającego na lutni i śpiewającego madrygały. Różnice pomiędzy wersjami związane są z doborem i sposobem przedstawienia otaczających go przedmiotów składających się na kompozycję obrazu.
W pierwszej wersji, przed młodzieńcem grającym na lutni, znajduje się otwarta partytura, na której widnieje napis Voi sapete chio v’amo (Wiesz, że cię kocham). Tajemniczy napis, jak i młodzieniec, nawiązują do innego obrazu Caravaggia pt. Koncert młodzieńców, na którym umieszczony tekst jest jednak nieczytelny. Po lewej stronie stoi wazon z kwiatami, w którym widać odbijające się światło.
Druga wersja obrazu znajduje się w Metropolitan Museum of Art w Nowym Jorku. Mistrz zrezygnował z umieszczenia wazonu z kwiatami i owoców na rzecz instrumentów muzycznych. Na stole, wyłożonym wykładziną, znajdują się wirginał oraz flet i skrzypce. Instrumenty muzyczne były wówczas kosztownym zbytkiem i być może ich namalowanie miało służyć podkreśleniu zamożności. Rekwizyty pochodziły prawdopodobnie z prywatnej kolekcji kardynała Del Monte. Przed lutnistą leżą nuty z fragmentem pieśni autorstwa florenckiego kompozytora Francesco de Layolle, powstałej na podstawie tekstów Petrarki: Laisse le voile i Pourquoi ne vous donnez-vous pas? Partytura leżąca przed grajkiem w trzeciej wersji obrazu zawiera część madrygały Jakoba Arcadelta. Widoczny na niej tekst brzmi Vous savez que je vous aime et vous adore...Je fus vôtre (Ty wiesz, że kocham cię i uwielbiam ...należę do ciebie). Przedstawienie tych fragmentów pieśni oraz kwiatów i nadgniłych owoców miało symbolizować ulotność miłości i śmiertelność. Wybór kompozytora flamandzko-francuskiego miał natomiast nawiązywać do sytuacji politycznej oraz powiązań profrancuskich Del Monte i Giustinianiego.
W trzeciej wersji na marmurowym stole znajduje się ponownie (znany z pierwszej wersji) wazon z kwiatami, owoce oraz skrzypce.